# バティルディス・ツー・シャウムブルク＝リッペ
バティルディス・ツー・シャウムブルク＝リッペ（Bathildis Prinzessin zu Schaumburg-Lippe, 1873年5月21日 - 1962年4月6日）は、ドイツの旧諸侯シャウムブルク＝リッペ家の侯女で、ヴァルデック＝ピルモント侯フリードリヒの妻。
全名はバティルディス・マリー・レオポルディーネ・アンナ・アウグステ（Bathildis Marie Leopoldine Anna Auguste）。

## 生涯
シャウムブルク＝リッペ侯ゲオルク・ヴィルヘルムの次男ヴィルヘルムと、その妻でアンハルト＝デッサウ公子フリードリヒ・アウグストの娘であるバティルディスの間の第6子、次女として生まれた。
1895年8月9日にナーホトにおいて、又従兄にあたるヴァルデック侯フリードリヒと結婚した。夫妻は間に4人の子女をもうけた。

## 子女
- ヨシアス・ゲオルク・ヴィルヘルム・アドルフ（1896年 - 1967年） - ヴァルデック侯家家長
- マックス・ヴィルヘルム・グスタフ・ヘルマン（1898年 - 1981年） - 1929年、伯爵令嬢グスタファ・フォン・プラーテン＝ハラームントと結婚
- ヘレーネ・バティルディス・シャルロッテ・マリー・フリーデリケ（1899年 - 1948年） - 1921年、オルデンブルク大公世子ニコラウスと結婚
- ゲオルク・ヴィルヘルム・カール・ヴィクトル（1902年 - 1971年） -  1932年、伯爵令嬢インゲボルク・フォン・プラーテン＝ハラームントと結婚